# Leobendorf (Austria)
Leobendorf – gmina targowa w Austrii, w kraju związkowym Dolna Austria, w powiecie Korneuburg. Według Austriackiego Urzędu Statystycznego liczyła 4 781 mieszkańców (1 stycznia 2014).

## Współpraca
Miejscowość partnerska:
- Leobendorf – dzielnica Laufen, Niemcy